# ಫ಼
Cette page contient des caractères spéciaux ou non latins. S’ils s’affichent mal (▯, ?, etc.), consultez la page d’aide Unicode.
ಫ಼, appelé fa et transcrit f, est une consonne de l’alphasyllabaire kannada. Elle est formée d’un pha ‹ ಫ › et d’un deux points souscrits (ou noukta).

## Utilisation
Le fa est utilisé pour transcrire la consonne fricative labio-dentale sourde /f/, par exemple dans l’acronyme ‹ ಟಿ,ಐ,ಫ಼್,ರ್ ›, « TIFR », ou dans le nom ‹ ಫ಼್ರಾನ್ಸಿಸ್ › (Frānsis), « Francis ».

## Représentations informatiques
| formes | représentations | chaînes de caractères | points de code       | descriptions                                                       |
| ------ | --------------- | --------------------- | -------------------- | ------------------------------------------------------------------ |
| pleine | ಫ಼               | ಫ಼                     | U+0CAB U+0CBC        | lettre kannada pha, symbole kannada noukta                         |
| morte  | ಫ಼್               | ಫ಼◌್                    | U+0CAB U+0CBC U+0CCD | lettre kannada pha, symbole kannada noukta, symbole kannada virama |